# Bolesław Pawlus
Bolesław Pawlus (ur. 12 grudnia 1929 w Krakowie, zm. 6 maja 2021 tamże) – polski śpiewak, tenor.

## Życiorys

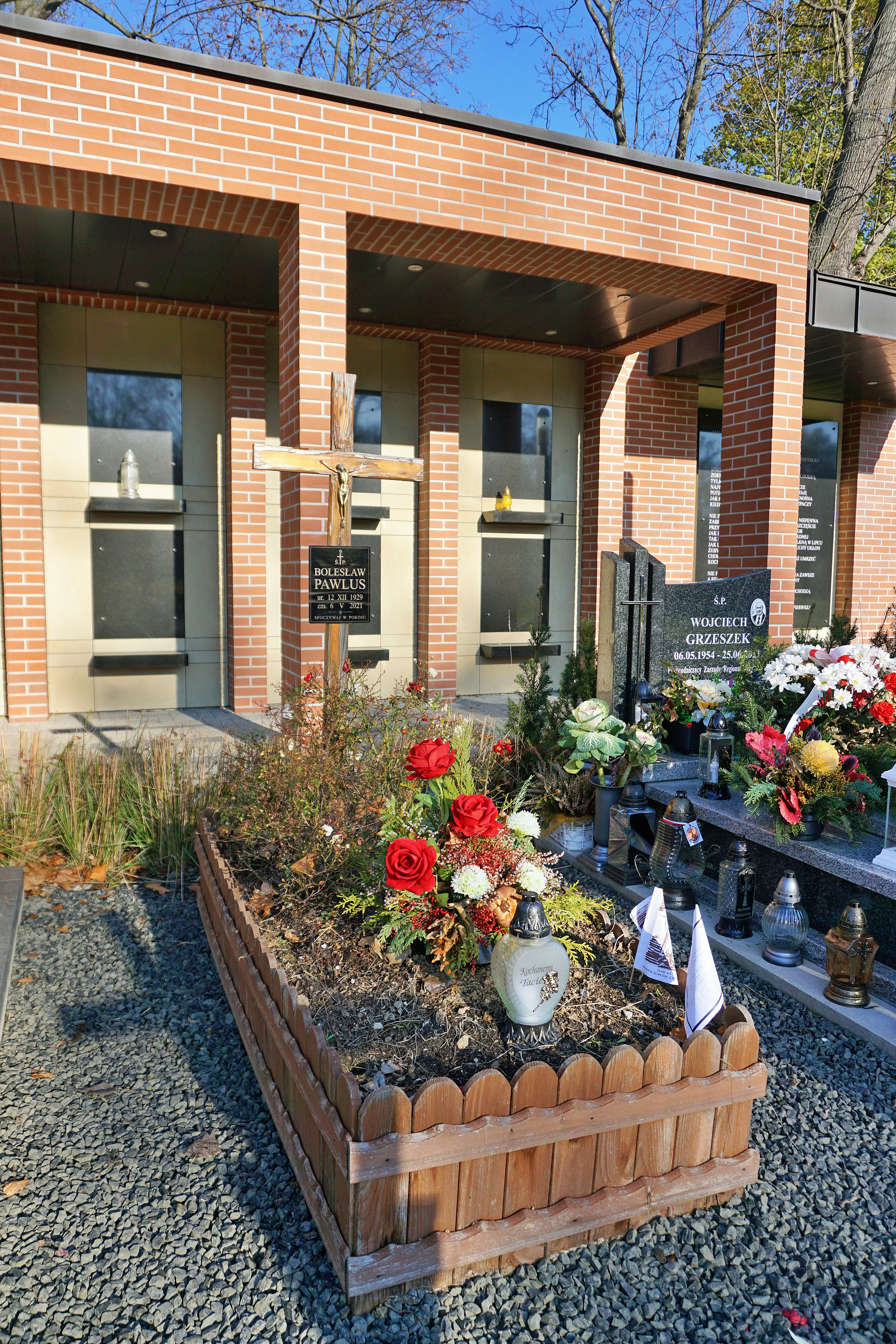
Grób Bolesława Pawlusa na cmentarzu wojskowym przy ul. Prandoty w Krakowie

Zaczął śpiewać już w 1953 roku W Filharmonii Krakowskiej, zaś jego właściwy debiut operowy miał miejsce na scenie Krakowskiego Teatru Muzycznego 17 marca 1958 roku. W 1964 roku artysta zostaje stypendystą rządu włoskiego i w ramach tego stypendium podejmuje doskonalące dwuletnie studia wokalne w mediolańskiej La Scali połączone z nauką w Accademii di Santa Cecilia w Rzymie. W 1966 roku wraca do kraju, wiąże się na długi czas z Operą Śląską w Bytomiu. Pozostanie w niej do 1988 roku. Swą etatową karierę wokalną zakończył w tej operze śpiewając 18 czerwca 1988 roku partię Jontka w Halce, który stanowił również uhonorowanie jego 35-letniej działalności artystycznej. Inne role: Pollione w Normie, Ismaele w Nabuchodonozorze, Książę Mantui w Rigoletcie, Manrico w Trubadurze, Alfred w Traviata, Don Carlos w Don Carlosie, Radames w Aidzie, Otello w Otello, Don José w Carmen, Gerald w Lakme, Jenik w Sprzedanej narzeczonej, Herman w Damie pikowej, André Chénier w Andrea Chénier, Canio w Pajacach, Cavaradossi w Tosce, Rinnuccio w Gianni Schicchi, Kalaf w Turandot, Herod w Salome, Pantus w Odprawie posłów greckich.